# Nemanja Bjelica

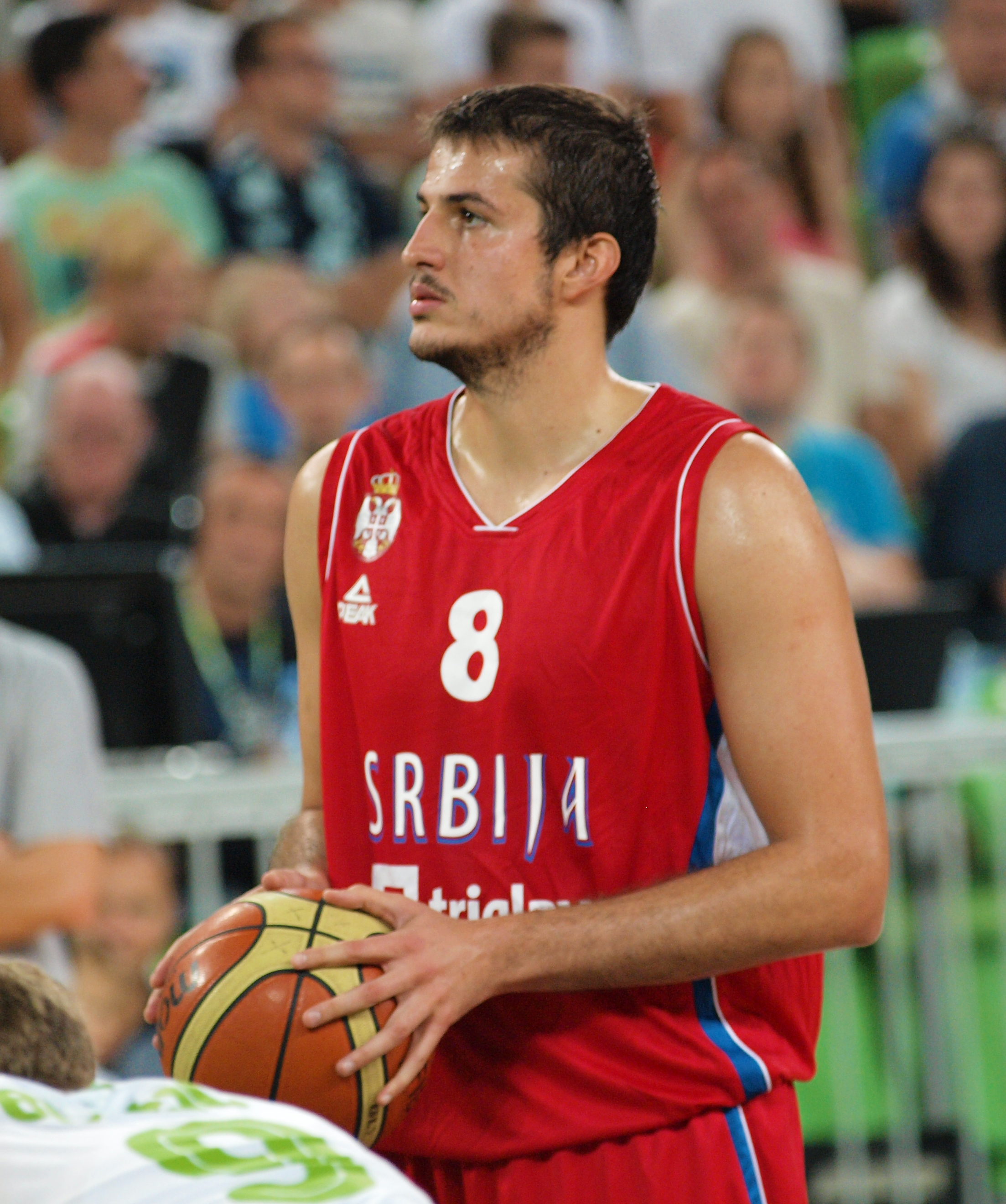
Nemanja Bjelica 2015

Nemanja Bjelica (serbisch-kyrillisch Немања Бјелица; * 9. Mai 1988 in Belgrad) ist ein serbischer ehemaliger Basketballspieler. Bei einer Körpergröße von 2,08 m kann er auf beiden Flügelpositionen spielen, aber auch ähnlich wie ein Point Guard den Spielaufbau leiten. Zuletzt stand er 2023 bei KK Roter Stern Belgrad unter Vertrag.

## Karriere
Nachdem er in seiner Jugend für Partizan Belgrad gespielt hatte, wurde Bjelica nicht in die Profi-Mannschaft des Vereins aufgenommen. Daraufhin wechselte er nach Österreich zu Arkadia Traiskirchen. Aufgrund von Problemen mit seinem Visum war er anfangs nicht spielberechtigt, sodass er erst zur Saison 2007/08 eingesetzt wurde.
Mit seinen dort gezeigten Leistungen konnte er Svetislav Pešić auf sich aufmerksam machen, weshalb dessen damaliger Verein Roter Stern Belgrad Bjelica verpflichtete. Beim NBA-Draft 2010 wurde er von den Washington Wizards an 35. Stelle ausgewählt. Sie nahmen ihn aber nicht sofort unter Vertrag, woraufhin Bjelica zu Saski Baskonia in die spanische Liga ACB wechselte. Dort spielte er insgesamt drei Jahre, bevor er vom türkischen Verein Fenerbahçe Istanbul unter Vertrag genommen wurde. Mit diesem wurde er 2014 türkischer Meister und erreichte 2015 das Final Four der EuroLeague, wobei er selbst zum MVP der Wettbewerbshauptrunde ernannt wurde. Anschließend wechselte Bjelica in die NBA zu den Minnesota Timberwolves. Nach drei Jahren Minnesota, in denen er meist als Einwechselspieler zum Zuge kam, kam er im Sommer 2018 zu den Sacramento Kings. Bei den Kaliforniern wurde ihm in der Saison 2019/20 mit rund 28 Minuten die durchschnittlich höchste Einsatzzeit seiner NBA-Zeit gewährt, Bjelica kam auf 11,5 Punkte je Begegnung. Das war sein NBA-Höchstwert.
Am 25. März 2021 wurde Bjelica nach knapp drei Jahren bei den Sacramento Kings zu den Miami Heat getauscht. In Miami sank seine Einsatzzeit, auch nach dem im August 2021 vollzogenen Wechsel zu den Golden State Warriors erlangte er nicht wieder die Bedeutung, die er zeitweise in Sacramento innehatte. Mit den Kaliforniern gewann Bjelica 2022 den NBA-Meistertitel, er trug zu dem Erfolg in 86 Saisonspielen im Schnitt 5,5 Punkte bei.
In der Sommerpause 2022 kehrte Bjelica zu Fenerbahçe Istanbul zurück. Nach einem Spieljahr in Istanbul wurde Bjelica im September 2023 von Roter Stern Belgrad verpflichtet.

### Nationalmannschaft
Als Teil der jungen serbischen Auswahl erreichte Bjelica bei der Europameisterschaft 2009 das Endspiel, verlor dieses jedoch. Im selben Jahr gewann er mit der serbischen Studentennationalmannschaft die Sommeruniversiade. Auch an der Weltmeisterschaft 2010 und den Europameisterschaft 2011, 2013 und 2015 nahm er teil. Bei der Weltmeisterschaft 2014 gewann er mit der serbischen Auswahl die Silbermedaille.

## Karriere-Statistiken

### NBA

#### Hauptrunde
| Saison  | Team         | GP  | GS  | MPG  | FG % | 3P % | FT % | RPG | APG | SPG | BPG | PPG  |
| ------- | ------------ | --- | --- | ---- | ---- | ---- | ---- | --- | --- | --- | --- | ---- |
| 2015–16 | Minnesota    | 60  | 0   | 17.9 | .468 | .384 | .727 | 3.5 | 1.4 | 0.4 | 0.4 | 5.1  |
| 2016–17 | Minnesota    | 65  | 1   | 18.3 | .424 | .316 | .738 | 3.8 | 1.2 | 0.6 | 0.3 | 6.2  |
| 2017–18 | Minnesota    | 67  | 21  | 20.5 | .461 | .415 | .800 | 4.1 | 1.3 | 0.7 | 0.2 | 6.8  |
| 2018–19 | Sacramento   | 77  | 70  | 23.2 | .479 | .401 | .761 | 5.8 | 1.9 | 0.7 | 0.7 | 9.6  |
| 2019–20 | Sacramento   | 72  | 67  | 27.9 | .481 | .419 | .821 | 6.4 | 2.8 | 0.9 | 0.6 | 11.5 |
| 2020–21 | Sacramento   | 26  | 1   | 16.9 | .460 | .293 | .762 | 3.8 | 1.9 | 0.3 | 0.1 | 7.2  |
| 2020–21 | Miami        | 11  | 2   | 14.2 | .435 | .370 | .556 | 2.5 | 1.8 | 0.6 | 0.3 | 5.0  |
| 2021–22 | Golden State | 71  | 0   | 16.1 | .468 | .362 | .728 | 4.1 | 2.2 | 0.6 | 0.4 | 6.1  |
| Gesamt  | Gesamt       | 449 | 162 | 20.4 | .466 | .384 | .759 | 4.6 | 1.8 | 0.6 | 0.4 | 7.6  |

#### Play-offs
| Saison  | Team      | GP | GS | MPG  | FG % | 3P % | FT % | RPG | APG | SPG | BPG | PPG |
| ------- | --------- | -- | -- | ---- | ---- | ---- | ---- | --- | --- | --- | --- | --- |
| 2017–18 | Minnesota | 5  | 0  | 9.4  | .438 | .517 | .714 | 3.0 | 0.6 | 0.6 | 0.0 | 4.6 |
| 2020–21 | Miami     | 2  | 0  | 15.0 | .455 | .500 | .667 | 2.5 | 1.0 | 1.0 | 0.5 | 9.0 |
| Gesamt  | Gesamt    | 7  | 0  | 11.0 | .444 | .533 | .692 | 2.9 | 0.7 | 0.7 | 0.1 | 5.9 |